# Інтернет-економіка
інтернет-економіка (Internet economy) — розвиток свого бізнесу в Інтернеті: відкриття сайту і віртуальних магазинів, використання електронної реклами і маркетингу, електронного документообігу.
| Інтернет | Це незавершена стаття про Інтернет. Ви можете допомогти проєкту, виправивши або дописавши її. |